# Genius Loves Company
Genius Loves Company é um álbum de Ray Charles, lançado em 2004. Recebeu oito Grammy Awards, incluindo o de Álbum do Ano.